# Медеваде
Медеваде (њем. Meddewade) општина је у њемачкој савезној држави Шлезвиг-Холштајн. Једно је од 55 општинских средишта округа Штормарн. Према процјени из 2010. у општини је живјело 775 становника. Посједује регионалну шифру (AGS) 1062046.

## Географски и демографски подаци
Медеваде се налази у савезној држави Шлезвиг-Холштајн у округу Штормарн. Општина се налази на надморској висини од 37 метара. Површина општине износи 3,1 km². У самом мјесту је, према процјени из 2010. године, живјело 775 становника. Просјечна густина становништва износи 250 становника/km².